# Bourre (rivière)
Pour les articles homonymes, voir Bourre.
La Bourre, aussi appelée Borre Becque dans sa partie amont, est un cours d'eau affluent rive gauche de la Lys et donc un sous-affluent de l'Escaut. Sa partie aval était autrefois navigable et intégrée, avec le canal de la Nieppe et le canal de Pré à Vin, dans le réseau des canaux d'Hazebrouck.

## Géographie
La Borre Becque prend sa source dans un réseau de fossés agricoles sur le territoire de la commune de Lynde, dans le Houtland, à une altitude de 50 mètres très approximativement. Puis elle sépare les territoires des communes de Staple, Hondeghem, Wallon-Cappel et d'Hazebrouck. À Hazebrouck elle longe d'abord tout le nord de la commune, dans la campagne, puis arrivé en limite orientale de la commune, elle bifurque vers le sud en formant la limite avec la commune de Borre, où elle fait son entrée dans la plaine de la Lys. Ensuite elle constitue la limite sud-est de la commune d’Hazebrouck (toujours dans la campagne) avec celle de Vieux-Berquin. C'est approximativement à partir de cet endroit qu'elle prend le nom de Bourre. La Bourre traverse ensuite la forêt de Nieppe en constituant la limite entre les communes de Morbecque et de Vieux-Berquin. Juste avant sa sortie de la forêt elle passe par l'écluse du Grand Dam où elle reçoit le canal du Prés à Vin. Elle traverse ensuite le territoire de la commune de Merville en faisant d'abord de nombreux méandres dans la campagne, pour enfin traverser la ville de Merville où elle atteint sa confluence avec la Lys canalisée à l'altitude de 15 mètres.

### Affluents
La Bourre a deux affluents contributeurs référencés (liste non exhaustive):
- La Foene Becque d'une longueur de 7,3 kilomètres[2]. Elle traverse les communes de Hazebrouck, Caëstre, Eecke et Flêtre dans le Nord.
- le bras de la Bourre d'une longueur de 7,8 kilomètres[3]. Elle traverse les deux communes du Nord : Hazebrouck et Morbecque.

## Département et communes traversées
La Bourre traverse dans le Nord les neuf communes suivantes, dans le sens du courant : Lynde, Wallon-Cappel, Staple, Hondeghem, Hazebrouck, Borre, Vieux-Berquin, Morbecque et Merville.